# Fredrik Bond
Fredrik Bond (* 18. Januar 1978 in Stockholm) ist ein schwedischer Regisseur und Werbefilmer.

## Leben
Fredrik Bond war zunächst als Standfotograf und Editor tätig. Anschließend studierte er an der Tisch School of the Arts in New York und begann eine Karriere als Werbefilmer. 2011 wurde er für seine Arbeit mit einem Goldenen Löwen beim Cannes Lions International Advertising Festival ausgezeichnet.
Im Jahr 2013 veröffentlichte er mit Lang lebe Charlie Countryman (The Necessary Death of Charlie Countryman) seinen ersten Spielfilm. In der Komödie sind unter anderem Shia LaBeouf, Evan Rachel Wood, Mads Mikkelsen und Til Schweiger zu sehen. Der Film erhielt eine Einladung in den Wettbewerb der 63. Berlinale.

## Filmografie (Auswahl)
- 2001: Bodyrock Auditions (in Play: The DVD von Moby, Musikvideo)
- 2004: The Mood (Kurzfilm)
- 2013: Lang lebe Charlie Countryman (The Necessary Death of Charlie Countryman)